# Новокулевский сельсовет
Новокулевский сельсовет — муниципальное образование в Нуримановском районе Башкортостана.
Административный центр — село Новокулево.

## История
Согласно Закону о границах, статусе и административных центрах муниципальных образований в Республике Башкортостан имеет статус сельского поселения.
В 2008 году в состав сельсовета вошёл Нимисляровский сельсовет.
Закон Республики Башкортостан от 19.11.2008 г. № 49-з «Об изменениях в административно-территориальном устройстве Республики Башкортостан в связи с объединением отдельных сельсоветов и передачей населённых пунктов» гласит:

 "Внести следующие изменения в административно-территориальное устройство Республики Башкортостан:
37) по Нуримановскому району:
объединить Новокулевский и Нимисляровский сельсоветы с сохранением наименования «Новокулевский» с административным центром в селе Новокулево.
Включить село Нимислярово, деревни Гизятово, Кызыл-Баржау Нимисляровского сельсовета в состав Новокулевского сельсовета.
Утвердить границы Новокулевского сельсовета согласно представленной схематической карте.
Исключить из учетных данных Нимисляровский сельсовет.

## Население
| 2002  | 2009  | 2010  | 2012  | 2013  | 2014  | 2015  | 2016  | 2017  |
| ----- | ----- | ----- | ----- | ----- | ----- | ----- | ----- | ----- |
| 2286  | ↗2629 | ↘2340 | ↘2287 | ↗2304 | ↘2289 | ↘2286 | ↘2274 | ↘2232 |
| 2018  |       |       |       |       |       |       |       |       |
| ↘2202 |       |       |       |       |       |       |       |       |

## Состав сельского поселения
| № | Населённый пункт | Тип населённого пункта       | Население |
| - | ---------------- | ---------------------------- | --------- |
| 1 | Новокулево       | село, административный центр | ↘1465     |
| 2 | Нимислярово      | село                         | ↘691      |
| 3 | Сатлык           | деревня                      | ↘80       |
| 4 | Кызыл-Баржау     | деревня                      | ↗55       |
| 5 | Гизятово         | деревня                      | ↘30       |
| 6 | Уянкуль          | деревня                      | ↘19       |

## Известные уроженцы
- Нуриманов, Багаутдин Ялалетдинович (2 мая 1893 — 1918) — один из руководителей революционного движения в Башкирии, активный участник гражданской войны в России[16][17].
- Шаймухаметов, Муфтахутдин Бадретдинович (27 июля 1911 — 14 сентября 1979) — начальник установки Уфимского нефтеперерабатывающего завода, Герой Социалистического Труда (1959)[18].

## Достопримечательности
- Озеро Упканкуль — ценный ботанический памятник природы с редкими видами растений, занесёнными в Красную книгу РФ — водяной уральский орех и алатырский водяной орех[19][20].